# Cyphophanes dyscheranta
Cyphophanes dyscheranta is een vlinder uit de familie van de bladrollers (Tortricidae). De wetenschappelijke naam van de soort is voor het eerst geldig gepubliceerd in 1937 door Edward Meyrick.

## Type
- lectotype: "male"
- instituut: BMNH, Londen, Engeland
- typelocatie: "Indonesia, Java, Telawa"